# Яфарово
Яфа́рово (рос. Яфарово) — село у складі Александровського району Оренбурзької області, Росія.

## Населення
Населення — 509 осіб (2010; 608 у 2002).
Національний склад (станом на 2002 рік):
- татари — 95 %